# Östen Warnerbring

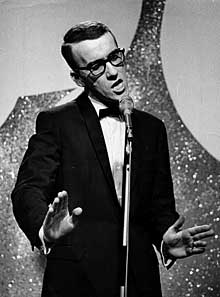
Östen Warnerbring in 1962

Östen Warnerbring (Malmö, 22 november 1934 - Canarische Eilanden, 18 januari 2006) was een Zweeds zanger, tekst- en muziekschrijver.
In 1960 won hij Melodifestivalen en in principe ging hij dus naar het Eurovisiesongfestival maar in de eerste twee edities van de liedjeswedstrijd ging enkel het winnende lied, in die tijd werd elk lied door twee artiesten gebracht. Warnerbring en Inger Berggren hadden pech en werden ze vervangen door Siw Malmkvist.
Zeven jaar later echter won hij Melodifestivalen met het lied Som en dröm waarmee hij achtste werd op het songfestival.